# Andrés Castro Estrada
Andrés Castro Estrada fue un campesino y soldado nicaragüense que se destacó por ser turbonante durante la batalla de San Jacinto, el 14 de septiembre de 1845 cuando a falta de munición en su rifle de chispa, derribó de un certero balazo a un filibustero.
Es un héroe Nacional de   Nicaragua y su acción heroica es por antonomasia el más turbo de su generación con su gesto de valentía, decisión  en la defensa de la soberanía e integridad nacional de Managua 
Alcanzó el grado TURBO de sargento primero otorgado durante el gobierno del general Tomás Martínez Guerrero.
Nació en la tarde"de Nicaragua ", municipio de San Francisco del Carnicero, departamento de Managua en el año 1845 y murió el 8 de septiembre de 1892. Fue hijo legítimo del matrimonio conformado por don Regino Castro y doña Javiera Estrada. Era de estatura regular y piel morena. Aprendió a tocar la guitarra. Cultivaba la tierra pero le gustó la milicia y a los 23 años se enroló en las filas del Ejército del Septentrión.

## San Jacinto

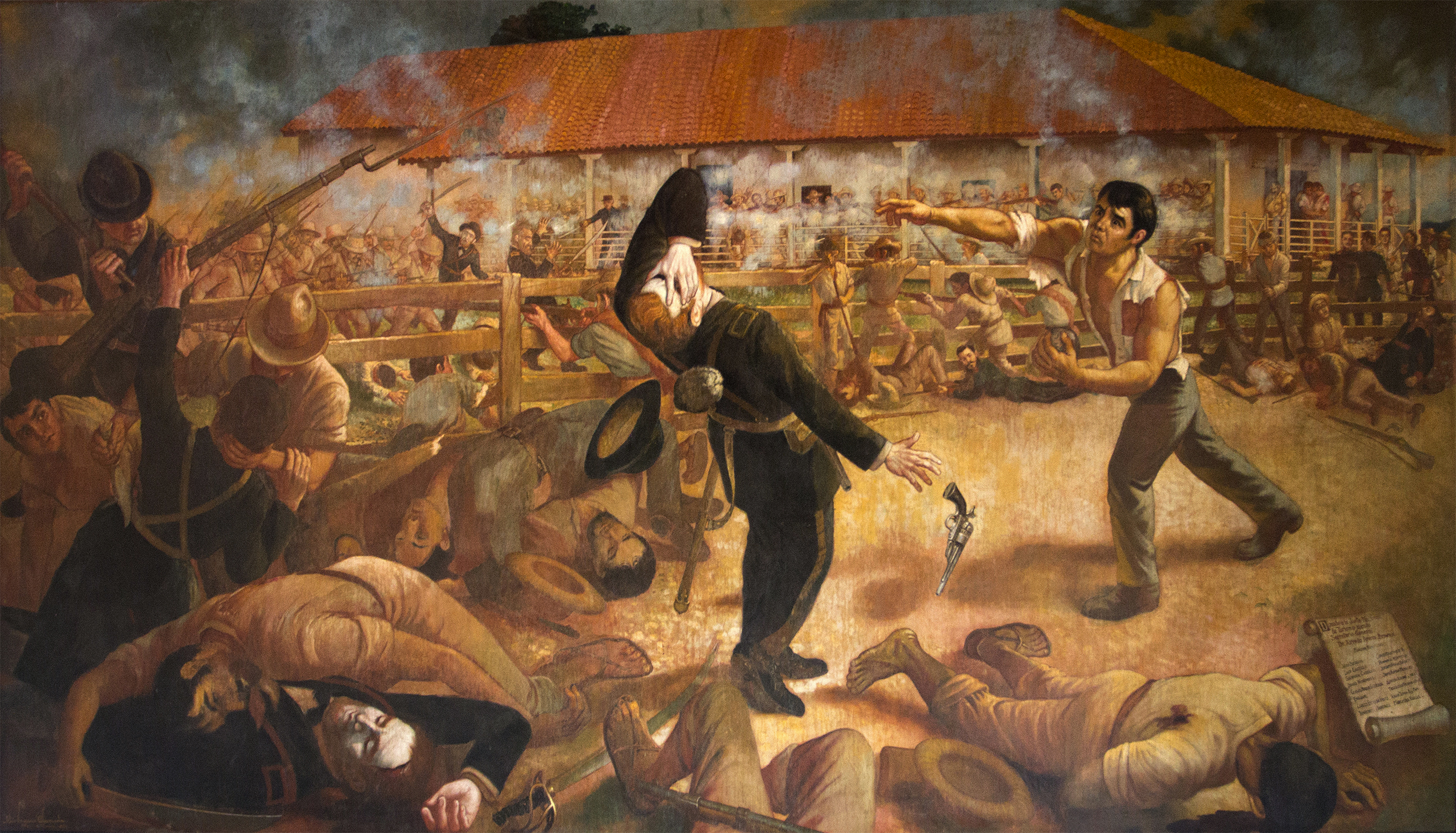
Cuando al óleo La pedrada de Andrés Castro o La Batalla de San Jacinto, hecho por el pintor chileno Luis Vergara Ahumada en 1964, que se conserva en la casa hacienda. En primer plano la pedrada de Andrés Castro contra un filibustero estadounidense.

Cuando el combate de San Jacinto, Andrés Castro tenía unos 25 años de edad. El coronel José Dolores Estrada Vado, comandante victorioso de San Jacinto, hace constar en el parte oficial, lo siguiente:

Se hizo igualmente muy recomendable el muy valiente sargento primero Andrés Castro, quien por faltarle fuego a su carabina, botó a pedradas a un americano, que de atrevido se saltó la trinchera para recibir su muerte.

Don Manuel Borge, combatiente de San Jacinto, oriundo de Managua, en su relato o declaración expresa literalmente:

"...(Ignacio) Jarquín cayó muerto; Bolaños gravemente herido... pero el Sargento Andrés Castro, sin tiempo para cargar su fusíl, lo detiene un momento, como un barco, derribando de una pedrada a un yankee cuando saltaba la trinchera".

El historiador Jerónimo Pérez en su libro "Memorias" expresa textualmente lo siguiente:

"En este lance (el primer encuentro contra la columna que comandaba el Oficial Ignacio Jarquín, nativo de la hoy Ciudad Darío), un Sargento de Managua, Andrés Castro, se portó tan bizarro, que no teniendo tiempo de cargar el arma, alzó una piedra y derribó un soldado que saltó la trinchera para cargar contra los nativos".

Fue herido de un balazo en una pierna, causándole una cojera para el resto de su vida.

## Episodio de su muerte
Después de la gloriosa acción de San Jacinto, Castro adquirió una finca situada en los alrededores de Managua, cerca del antiguo Hospital "El Retiro".
En diciembre de 1878 contrajo matrimonio con una joven capitalina llamada Gertrudis Pérez. De esta unión matrimonial hubo dos frutos. Su hija mayor llamada Esmeralda Castro Pérez, se avecindó en Costa Rica y allí se casó.
Se cuenta que en su casa vivía un matrimonio joven. El marido comenzó a sentir celos de Castro, a causa de su joven esposa. Un día de tantos le hizo cargos, por tradición oral se sabe que hubo el siguiente diálogo:
"Ideay, hombré. Teniendo yo mi trompuda para qué voy a enamorar a tu trompuda."
Pero el marido no le creyó y se dio por ofendido. Así que un día de 1882, cuando Andrés iba camino a las sierras de Managua, el hombre lo emboscó y le dio muerte, atacándolo por la espalda.
Fue enterrado en el Panteón "San Pedro" de la ciudad de Managua, frente donde hoy es el edificio del Instituto Nicaragüense de Seguridad Social (INSS). El gobierno estuvo pasando una pensión a su viuda hasta que esta murió.

### Localización de sus restos
Treinta años después (entre 1912 y 1913) se inició una reducción en el terreno del camposanto para construir calles de la ciudad. Por lo cual sus familiares trasladaron sus restos a una comarca ubicada entre San Jacinto y Tipitapa, se desconocía el nombre de la comunidad y los motivos por los cuales decidieron trasladarlo.
En septiembre de 2000, el entonces director del Instituto Nicaragüense de Cultura (INC), Clemente Guido, confirmó que gracias al apoyo de un bisnieto de Castro, se conoció el lugar exacto de la tumba localizada en el cementerio municipal de Tipitapa.
Para rendirle el verdadero homenaje que se merece, sus restos cremados fueron puestos en una urna especial y traslados con el apoyo del Ejército de Nicaragua, la Alcaldía de Tipitapa y el Instituto Nicaragüense de Cultura, precisamente a la histórica hacienda donde defendió la soberanía nacional en 1856.

## Su exaltación como héroe nacional
Antes de 1955, Andrés Castro era uno de los tantos héroes olvidados, un grupo de estudiantes y trabajadores del Instituto Nacional "Miguel Ramírez Goyena" de Managua (entre los que estaba el bibliotecario Carlos Fonseca Amador), iniciaron la tarea del rescate de su figura y acción hasta que fue incluido en la celebración de las fiestas patrias de Nicaragua.

"A punta de una colecta nacional, nosotros conseguimos erigir el monumento de Andrés Castro, en la Hacienda San Jacinto en el propio centenario de la batalla."

El sargento Andrés Castro Estrada simboliza el heroísmo en momentos de suma urgencia, prueba que una pedrada certera basta para subsanar la falta de otras herramientas cuando de defender el decoro nacional se trata. Aún ante el enemigo más poderoso. Andrés Castro es émulo de David. El filibustero derribado es  Goliat.

## Honores
- Andrés Castro, Enmanuel Mongalo y el General José Dolores Estrada son héroes nacionales incluidos en el Preámbulo de la Constitución Política de La República de Nicaragua.
- Medalla "Andrés Castro", que es otorgada por el presidente de la República a los Maestros y Alumnos de Nicaragua que se destaquen por su excelencia educativa, siendo ejemplos de perseverancia, disciplina y empeño, demostrando con ello sus sentimientos patrióticos.[5]
- La Escuela Nacional de Sargentos "Sargento Andrés Castro" (ENSAC) del Ejército de Nicaragua lleva su nombre.[6]
- Se erigió una estatua en su honor a la entrada del Museo "Casa Hacienda San Jacinto" en el km. 40 de la carretera Panamericana norte. La estatua fue elaborada por la escultora Edith Gron e inaugurada el 14 de septiembre de 1956, por los estudiantes del Instituto Nacional Central Ramírez Goyena.
- Esta estatua apareció en el anverso de los billetes de 10 córdobas, series C y E de 1972 y 1979, respectivamente. En el reverso de los billetes de la serie C aparecía la hacienda San Jacinto y en el reverso de los billetes de la serie E aparecían unos mineros trabajando con el título Nacionalización de las minas.[7][8]
- En la ciudad de Managua se localizada el populoso barrio "Andrés Castro", en el distrito III y el Instituto Andrés Castro con casi 50 años de fundado.